# Теодорих II (король Бургундии)
Теодорих II (587 — после 28 августа 613, Мец) — король франков в 596—613 годах из династии Меровингов.
Младший сын Хильдеберта II от королевы Фалебы. Правил в Бургундии со столицей в Орлеане, под опекой своей бабки королевы Брунгильды.
Имя Теодорих переводится с франкского как «Король народа».

## Биография

### Брунгильда получает власть
Властная королева Брунгильда полностью подчинила своей власти своего внука Теодориха II, стараясь распространить свой диктат на аристократов Бургундии, расправляясь с неугодными ей людьми. На третьем году правления Теодориха (598 год), благодаря Брунгильде, был убит герцог Квинтрио (в Друази, около Суассона). Патриций Эгила, будучи невиновным, был взят под стражу и казнён по проискам Брунгильды лишь по причине одной её жадности; его состояние отошло в казну (602 год). На 4-м году правления Теодориха (599 год) умер майордом Теодориха Варнахар I. После него майордомом стал Бертоальд, франк по рождению. Он был человеком новых веяний, чувствительный и внимательный, а на войне храбрый и всегда верный своему слову. В 603 году в Шалоне собрался синод, который, под давлением епископа Аридия Лионского и Брунгильды, низложил Дезидерия с престола епископа Вьеннского. Престол был отдан Домнолу, Дезидерий был изгнан на остров.
Личные качества Теодориха II известны плохо. На престол он вступил в малолетнем возрасте. Отец отдал его на воспитание в Эльзас, и он был слабо знаком с долиной Роны, служившей центром его новой территории. Тем не менее Теодорих не был лишён достоинств. В одном из редких приступов искренности или симпатии Фредегар признаёт, что тот выказал «компетентность», а именно в военной сфере. Кроме того, было известно, что он отличался личным благочестием. Однако когда вестгоские дипломаты в начале VII века упоминали руководителей Бургундии, они говорили «королева Брунгильда и король Теодорих». Видимо, в Толедо прекрасно знали, кто в королевстве занимает первое место. К тому же рядом с Теодорихом никогда не было законной супруги, чтобы дать ему совет. В таком безбрачии все единодушно обвиняли Брунгильду, опасавшуюся появления королевы-соперницы.

### Войны с Хлотарём и басками
В 596 году Теодорих и его брат король Австразии Теодеберт II потерпели поражение от короля Нейстрии Хлотаря II в битве при Латофао, но в битве при Дормелле в 600 году братья наголову разбили нейстрийцев и захватили большую часть королевства Хлотаря. Теодориху достались земли между Сеной и Луарой. В 602 году Теодорих и Теодоберт послали войско против гасконцев, разбили их, привели под свою власть и заставили платить дань.

### Столкновение в 604 году. Смерть Бертоальда
Протадий, выходец из кругов галло-римской аристократии, фаворит Брунгильды получил большое влияние при дворце. По желанию королевы он был назначен патрицием над землями к востоку от Юры и Скотиньи (ныне Сален).
Затем Брунгильда и Протодий замыслили извести майордома Бертоальда. Чтобы облегчить осуществление направленного против него заговора, майордом осенью 604 года был послан проверить королевские домены в кантонах и городах, расположенных вдоль берегов Сены до моря. Бертоальд отправился туда, куда его послал Теодорих II с примерно тремя сотнями своих людей. Хлотарь II узнал об этом и послал воинов во главе с Меровеем, в «Хронике» Фредегара названным сыном короля, и своим майордомом Ландериком, чтобы схватить его. Насмеявшись над договором, это войско осмелилось на нападение, несмотря на то, что большинство городов и местечек, лежащих между Сеной и Луарой, принадлежали Теодориху. Получив известие об этом, и не имея достаточных для отпора сил, Бертоальд бежал в Орлеан. Ландерик со своей армией обложил город. Когда Теодорих услышал, что на его земли, вопреки договору, вторгся Хлотарь II, то он вышел со своей армией к реке Луэ, где и встретил большое войско под командованием Меровея и Ландерика. Брод через реку был так узок, что к началу битвы успела переправиться едва треть армии Теодориха. Бертоальд вышел из города и напал на войско Хлотаря с тыла. Но Бертоальд зашёл слишком далеко вперед. Он и его свита были убиты воинами Хлотаря. Бертоальд даже не пытался бежать, зная, что Протадий уже планирует его свержение. Однако общий ход сражения был в пользу Теодориха. В этой битве Меровей был взят в плен. Ландерик бежал; многие из приближенных Хлотаря были убиты. Теодорих с триумфом вступил в Париж. Теодеберт II же отказал брату в вооруженной помощи, заключил в Компьене мир с Хлотарем, и их две армии разошлись по домам без сражения.

### Протадий становится майордомом
На 10-м году своего правления (605 год), по воле Брунгильды, Теодорих сделал Протадия майордомом. Во всех отношениях Протадий был умным и способным, но иногда он был ужасно жесток, выжимал последний денье налогов и с изобретательностью обогащал как казну, так и обогащался сам за счёт других. Он плёл интриги под тех, кто отличался знатностью происхождения, чтобы никто не мог лишить его того места, которое он приобрёл. Поэтому, его коварство тревожило всех, причём не только бургундцев, каждого из которых он сделал своим врагом, но и в Австразии.

### Брунгильда пытается распространить свою власть на Австразию
Брунгильда решила распространить свою власть и на Австразию, где правил её внук Теодеберт II. Брунгильда упорно убеждала своего внука Теодориха напасть на Теодеберта. Она заявила, что тот был сыном не Хильдеберта II, а садовника. Протадий также помогал ей своими советами, и, в конце концов, Теодорих приказал собирать войска. Когда бургундская армия стояла лагерем в местечке Кверзи, на Уазе, около Нуайона воины Теодориха просили его прийти к соглашению с Теодебертом. Один только Протадий убеждал его дать сражение. Этим и воспользовались воины, чтобы восстать против Протадия; в их глазах одна смерть была предпочтительней опасности, которой подвергалась вся армия. Протадий находился в палатке короля и играл в кости с придворным врачом Петром. Воины окружили палатку, и стража готова была задержать Теодориха, если бы он захотел бы вмешаться сам, но тот лишь послал к воинам Унцилена с приказом о том, что они должны прекратить злоумышлять на Протадия. Но Унцилен, напротив, во всеуслышание заявил воинам: «Государь Теодорих приказал казнить Протадия». Все вместе они набросившись на Протадия и убили его. Теодорих, не зная, что теперь делать, заключил соглашение со своим братом Теодебертом и оба войска разошлись по домам без сражения.
На 11-м году правления Теодориха (606 год), после смерти Протадия, майордомом был назначен Клавдий. Будучи по рождению галло-римлянином, Клавдий был весьма образованным и красноречивым человеком и при этом, способным решать дела; он был полон добрыми советами, грамотным, абсолютно честным и дружелюбным со всеми. Клавдий учёл то, что стало с его предшественником, и вёл себя спокойно, и сдерживал свой характер, пока занимал свою должность. Но он имел один недостаток — исключительную тучность, как результат чрезмерного чревоугодия.
На 12-м году правления Теодориха (607 год) виновному в смерти Протадия Унцилену по приказу Брунгильды отрубили ноги, лишили владений и ввергли в самую жалкую нищету. Патриций Вульф, частично замешанный в смерти Протадия, был убит на вилле в Фаверне, около Люксойля, по приказу Теодориха и опять таки, по совету Брунгильды. Его преемником на посту патриция стал галло-римлянин Рикомер. В том же году любовница Теодориха родила ему сына, названного Меровеем. Его крестным отцом стал Хлотарь.

### Брак Теодориха
В том же 607 году бургундский дворец начал переговоры о союзе с вестготами, следствием чего стала идея сочетать браком Теодориха II с дочерью короля Виттериха, носившей имя Эрменберга. Теодорих послал посольство к королю вестготов, просить руки его дочери. Когда послы, со своей стороны, дали клятву, что Теодорих никогда не низложит её, она была им выдана, и в Шалоне представлена Теодориху, который принял её с восторгом. Но Фредегар заявляет, что ничего не удалось из-за Брунгильды, побудившей внука присвоить приданое, не осуществив брака, а потом в 608 году отослать невесту обратно в Испанию.
Хронист пытается убедить нас, что именно Брунгильда пыталась расстроить брак внука с иностранной принцессой, тогда как всё, наоборот, наводит на мысль, что она и была автором этого плана. Заключение франко-вестготского союза всегда было одной из главных задач дочери Атанагильда. К тому же среди послов, отправленных в Испанию, числился епископ Аридий Лионский, о котором известно, что он был одним из лучших союзников королевы в Бургундии. Разрыв с Эрменбергой мог быть связан не обязательно с гнусной домашней сварой — более вероятно, что на него пошли с учётом развития ситуации в Испании. Действительно, позиция Виттериха в Толедо была шаткой. Хоть король и обратился в ортодоксально-никейское вероисповедание, его призирали за прежнюю активность в качестве арианина. К тому же некоторые подданные не прощали ему убийство Лиувы II, последнего наследника династии Леовигильда. Возможно, в бургундском дворце поняли, что союз с этим государем, ненавистным своему народу, не так выгоден, как казалось с первого взгляда. Поскольку брак между Теодорихом II и Эрменбергой не осуществился, это позволило выжидать, как повернуться события, сохраняя возможность почётного развода. Когда Брунгильда сочла, что будущее короля вестготов безнадёжно, она могла пойти на разрыв.
Фредегар утверждает, что Виттерих попытался отомстить за поруганную честь, собрав против Бургундии коалицию народов. С этой целью он якобы отправил послов к Хлотарю в Нейстрию, к Теодеберту в Австразию и лангобардам короля Агилульфа. Однако Брунгильда и Теодорих II отнеслись к этой угрозе с презрением. Если вся эта история — не вымысел Фредегара, такое отсутствие реакции можно понять. Из других источников известно, что к этому времени Хлотарь II и Агилульф были союзниками Брунгильды, а Виттериха сковывало присутствие в Испании византийцев, и проводить операции за собственными границами он не мог. В 610 году Виттериха свергли. Вместо него на вестготский трон поднялся некий Гундемар, и тот быстро отправил послов к королеве Бургундии, чтобы заручиться её дружбой.
В этом же году преподобный Дезидерий Вьеннский возвратился из изгнания. Теодорих последовал нечестивому совету епископа Лионского Аридия и своей бабки Брунгильды и приказал забить его до смерти камнями.

### Спор за Эльзас
На 15-м году правления Теодориха (610 год) Эльзас, где он родился и который ему достался по завещанию его отца Хильдеберта, подвергся варварскому вторжению Теодеберта. После этого два короля договорились встретиться в крепости Зельц (Бас-Рен). Теодорих прибыл в сопровождении 20 тысяч воинов, но и Теодеберт вместе с огромным войском австразийцев был готов принять бой. Теодорих был окружен со всех сторон и охвачен страхом. Он не видел никакого другого выхода, как только отдать Эльзас Теодеберту по письменному договору. Одновременно он также потерял Сентож (район к югу от Туля), Тургау (между рекой Реусс и озером Констанц) и Кампанию (часть Шампани к югу от Труа), которые были предметами частых споров. После этого оба короля разошлись по домам.
В это же время произошло вторжение алеманнов, находящихся под верховной властью Теодеберта (610 год), которые опустошили район Аванша к востоку от Юры. Аббелин и Герпин, вместе с другими графами этой местности, во главе своих армий перехватили их. Оба войска встретились друг с другом, и в Вангене произошла битва, и алеманны оказались победителями и убили большое число трансюранцев, сожгли земли на большой площади вокруг Аванша и повернули назад с множеством пленников и рабов. Они вернулись домой, нагруженные добычей.

### Теодорих свергает своего брата Теодеберта
После всех этих бедствий Теодорих решил отомстить Теодеберту. На 16-м году своего правления (611 год) Теодорих отправил послов к Хлотарю II с предложением напасть на Теодоберта, и спросить, не окажет ли Хлотарь ему услугу, отказав в помощи Теодеберту. Он обещал, что если одержит победу, то вернёт Хлотарю герцогство Дентелин, отнятое у него Теодобертом. После выработки условий соглашения между Хлотарем и Теодорихом, последний приступил к сбору армии.
В мае 17-го года правления Теодориха (612 год) его армия, собранная со всех провинций его королевства, собралась в Лангре. Пройдя через Анделот, она взяла Наис (Наис-сюр-Орнейм) и двинулась к городу Тулю, который был также взят. Сюда явился Теодеберт II вместе с австразийской армией, и в открытом поле перед Тулем произошла битва. Теодорих одержал победу и по частям уничтожил войско Теодеберта. Сам Теодеберт бежал. В июле 612 года Теодорих и его воины подошли к Цюльпиху, куда явился и Теодеберт вместе со всеми саксами, тюрингами и другими народами из-за Рейна или из других мест, откуда только он мог их набрать. И там они сразились. Теодорих опять разбил Теодеберта и убивал его воинов на всём пути от Цюльпиха до Кёльна. Вся страна была усеяна их телами. В этот же день он подошёл к Кёльну и захватил всю казну Теодеберта. Затем он послал погоню за Теодебертом, который с горстью своих сторонников пытался спастись бегством. Теодеберт взят в плен и доставлен к Теодориху в Кёльн. Теодеберт был послан в оковах в Шалон. В дальнейшем он был убит.

### Теодорих готовится к войне с Хлотарём, но умирает
В соответствии с прежним соглашением с Теодорихом, Хлотарь II занял всё герцогство Дентелен, но это разгневало Теодориха, который теперь стал хозяином всей Австразии. Он обратил свою армию против Хлотаря и на 18-м году своего правления (613 год), провёл сборы войск в Австразии и Бургундии, и сначала отправил посольство к Хлотарю, чтобы дать тому возможность удалить своё имущество из герцогства Дентелен. Он угрожал, что если это не будет исполнено, то он наводнит земли Хлотаря своими воинами.
Уже в том же 613 году Теодорих выступил в поход против Хлотаря, но по дороге умер от дизентерии в Меце, после 23 августа, когда ему было всего 26 лет. Его люди разошлись по домам. Согласно «Книге истории франков» он был отравлен по наущению королевы Брунгильды.

### Семья
- Неизвестная по имени наложница. Дети от этого брака:
  - Сигиберт II (602 — 10 октября 613). Казнён Хлотарем II.
  - Хильдеберт (603[4] — после 613). После захвата Бургундии Хлотарем II Хильдеберт бежал, и его больше никогда не видели.
  - Корб (604[4] — 10 октября 613). Казнён Хлотарем II. В имени Корб не было ничего меровингского, однако латинское corbus означает «ворон», что на старофранкском будет chramn. А ведь имя Храмн было королевским меровингским именем, которое встречалось само по себе или как часть сложных имён, вроде Guntchramn (Гунтрамн).
  - Меровей (607 — после 613). Его крёстным отцом был Хлотарь II. После того как король Нейстрии захватил королевство его отца, он приказал тайно отправить своего крестника в Нейстрию и поместить под надзор графа Ингобада. Меровей оставался в живых ещё несколько лет.
- С 607 года — Эрменберга (Эрменберта) — дочь короля вестготов Виттериха. Год спустя Эрменберга была лишена своего приданого и отослана назад в Испанию.